# Cheiraignotum
Genre
Cheiraignotum est un genre d'araignées aranéomorphes de la famille des Cheiracanthiidae.

## Distribution
Les espèces de ce genre se rencontrent en Europe et en Afrique du Nord.

## Liste des espèces
Selon World Spider Catalog (version 25.5, 26/01/2025) :
- Cheiraignotum macedonicum (Drensky, 1921)
- Cheiraignotum striolatum (Simon, 1878)

## Systématique et taxinomie
Ce genre a été décrit par Urones en 2024 dans les Cheiracanthiidae.

## Publication originale
- Urones, 2024 : « Cheiraignotum gen. nov., un nuevo género paleártico de Cheiracanthiidae Wagner, 1887 (Arachnida, Araneae). » Revista Ibérica de Aracnología, vol. 45, p. 5-19.